# Route européenne 76
Pour les articles homonymes, voir E76 et Route 76.
La route européenne 76 (E76) est une route reliant Migliarino Pisano, près de Pise, à Florence.